# St. Michael (Ummendorf)

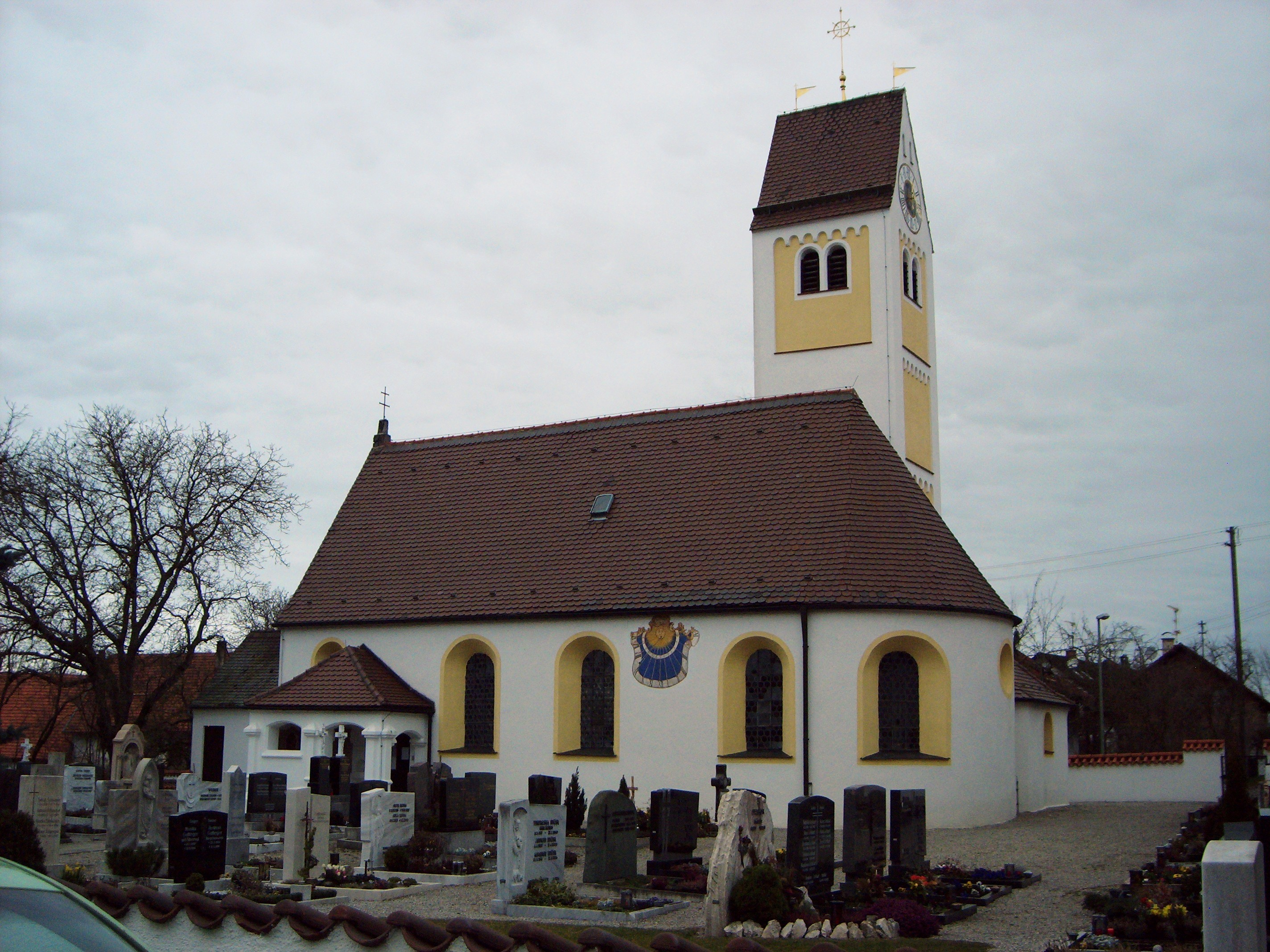
Filialkirche St. Michael in Ummendorf

Die Filialkirche St. Michael ist die Dorfkirche der Ortschaft Ummendorf in der Gemeinde Pürgen, Landkreis Landsberg am Lech.
Der heutige Kirchenbau geht in seinem Kern auf das 14. Jahrhundert zurück, eine dem Nationalheiligen der Franken geweihte Michaelskapelle bestand wohl schon zur Zeit der Frankenmissionierung im 8. Jahrhundert. Bei Bodenuntersuchungen wurden Reste einer ganzen Reihe von Vorgängerbauten freigelegt.
Die Kirche hat, ähnlich wie die Nachbarkirche in Pürgen, einen mit Rundfriesen ausgestatteten Sattelturm auf der Nordseite eines halbrunden Chores. Der Innenraum wurde im frühen 17. Jahrhundert neu ausgestattet. Im Dreißigjährigen Krieg raubten die durchziehenden Schweden die Kirche 1632/33 aus. Das Gebäude wurde teilweise zerstört, die beiden Kirchenpfleger erschlagen. Der Landsberger Dekan fand nur mehr einige Messgewänder, einen zinnernen Kelch und zwei spätgotische Messingleuchter vor. 1698 stürzte der Bau schließlich teilweise ein und musste neu aufgebaut werden.
Am Eingang auf der Südseite des Langhauses finden befindet sich eine starke Bohlentür mit einem hölzernen Riegelkorb, für die ein 650 Gramm schwerer Schlüssel existiert. Über dem Altarraum wölbt sich ein zierliches Gratgewölbe in Sternfiguration. Die Altäre stammen aus der zweiten Hälfte des 18. Jahrhunderts, Kanzel und Chorgestühl aus der Zeit um 1700. Im Innenraum gibt es ein Kruzifix, eine Statue von St. Michael und weitere Figuren aus der Landsberger Bildhauerwerkstatt von Vater und Sohn Luidl. Die hellklingende Kirchenglocke stammt aus dem Jahr 1454 und entging der Beschlagnahme während der beiden Weltkriege.
In neuerer Zeit wurde das Gotteshaus 1960/62 und 1979 renoviert.
In der Kirche werden neben St. Michael auch der heilige Franziskus Xaverius und der heilige Sebastian verehrt. Überliefert ist außerdem ein eigenwilliger Brauch, von dem Freiherr von Leoprechting, der ehemalige Gutsherr von Pöring berichtet: An Christi Himmelfahrt wurde auf einem Tisch die Figur des Auferstanden aufgestellt und aus dem „Heiliggeistloch“ an einem Seil ein Licht geschwenkt und für die Jugend Süßigkeiten und Blumenkränze geworfen.